# A Concepção
A concepção é um filme brasileiro de 2005, do gênero drama, dirigido por José Eduardo Belmonte. O roteiro é de Luís Carlos Pacca e Breno Álex.

## Sinopse
O Alex, Lino e Liz são filhos de diplomatas, que vivem juntos em Brasília. Retratos de uma burguesia esvaziada e tomada pelo tédio, tudo muda com a chegada de X, um homem misterioso que é diferente de tudo que eles conhecem e convivem nos circuitos burgueses brasilienses.

## Elenco
- Matheus Nachtergaele .... X
- Milhem Cortaz .... Lino
- Rosanne Mulholland .... Liz
- Juliano Cazarré .... Alex
- Murilo Grossi
- Cássia Gentile
- Gabrielle Lopez
- Rony e Robertinho
- Claudinho e bochecha

## Trilha sonora
O filme é composto pelas músicas:
- "Oh! You Pretty Thing" - David Bowie
- "Seu Jogo" - Plebe Rude
- "Saudosa Bahia" - Noriel Vilela
- "Água e Sal" - Walter Franco
- "Senha do Motim" - Walter Franco
- "O que é que ela tem" - Gino & Geno
- "O patrão nosso de cada dia" - Secos & Molhados
- "Eu" - Inocentes
- "Fuck Iurd" - Cólera
- "Termômetro" - Super Quadra
- "Alegria vai lá" - X+2
- " Indo para Goiânia" - Gino & Geno

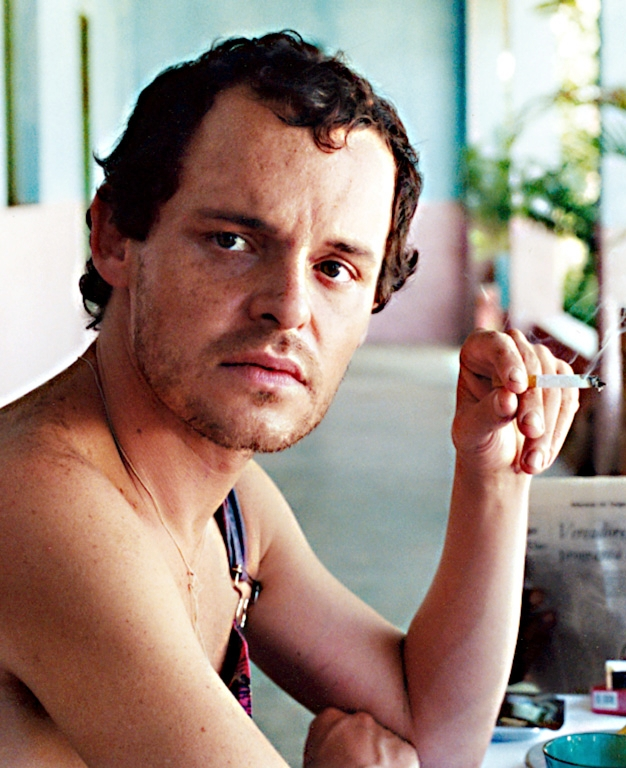
Matheus Nachtergaele que interpreta o protagonista do filme, X.

## Mídia caseira
No ano de 2005, o filme ganhou uma versão em DVD editada pela produtora Califórnia Filmes.

## Recepção da crítica
Pedro Buthcer, do jornal paulista Folha de S.Paulo, fez crítica mista ao filme e argumentou que "No fim das contas, como tantas produções brasileiras, "A Concepção" fica no meio do caminho. É como se houvesse um freio invisível que impedisse alguns de nossos maiores talentos de desabrocharem, e Belmonte, que demonstra um talento inegável, não chega nem perto da contundência que esses outros dois cineastas, cada um a seu modo, alcançaram."
Eduardo Viveiros, do portal de cultura pop Omelete, classificou o longa com uma estrela de cinco disponíveis. Sobre o filme, criticou que: "Esse padrão boboca das chamadas globais serve bem para resumir a profundidade deste filme, primeiro do diretor José Eduardo Belmonte a desembarcar no circuito comercial. Apesar de ganhar pontos pelo ótimo trabalho técnico que chega à tela, A concepção se suicida com seu esforço em chocar a audiência - sexo, drogas, desbunde desenfreado, toda essa patacoada que não impressiona mais ninguém há um bom tempo - enquanto mergulha em um balde de verniz em que se lê 'filosofia barata'."

## Prêmios e indicações
O filme foi indicado Prêmio ABC de Cinematografia de 2007, nas categorias "melhor montagem" e "melhor som", porém não ganhou nenhuma estatueta. No Festival de Brasília, recebeu o Troféu Candango em três categorias: "melhor trilha sonora", "melhor edição" e "Câmara Legislativa".
No Festival de Cinema e Vídeo de Cuiabá, o filme foi vencedor na categoria "Melhor direção de arte" recebendo a estatueta Akira Goto. Em outra festival, o Prêmio Guarani de cinema, o longa recebeu quatro indicações: "maquiagem", trilha sonora", "edição" e "direção" e o filme venceu a categoria de "edição".

## Ligações Externas
- A Concepção no Internet Movie DataBase
- A Concepção no AdoroCinema
- A Concepção no Letterboxd